# Paso fino

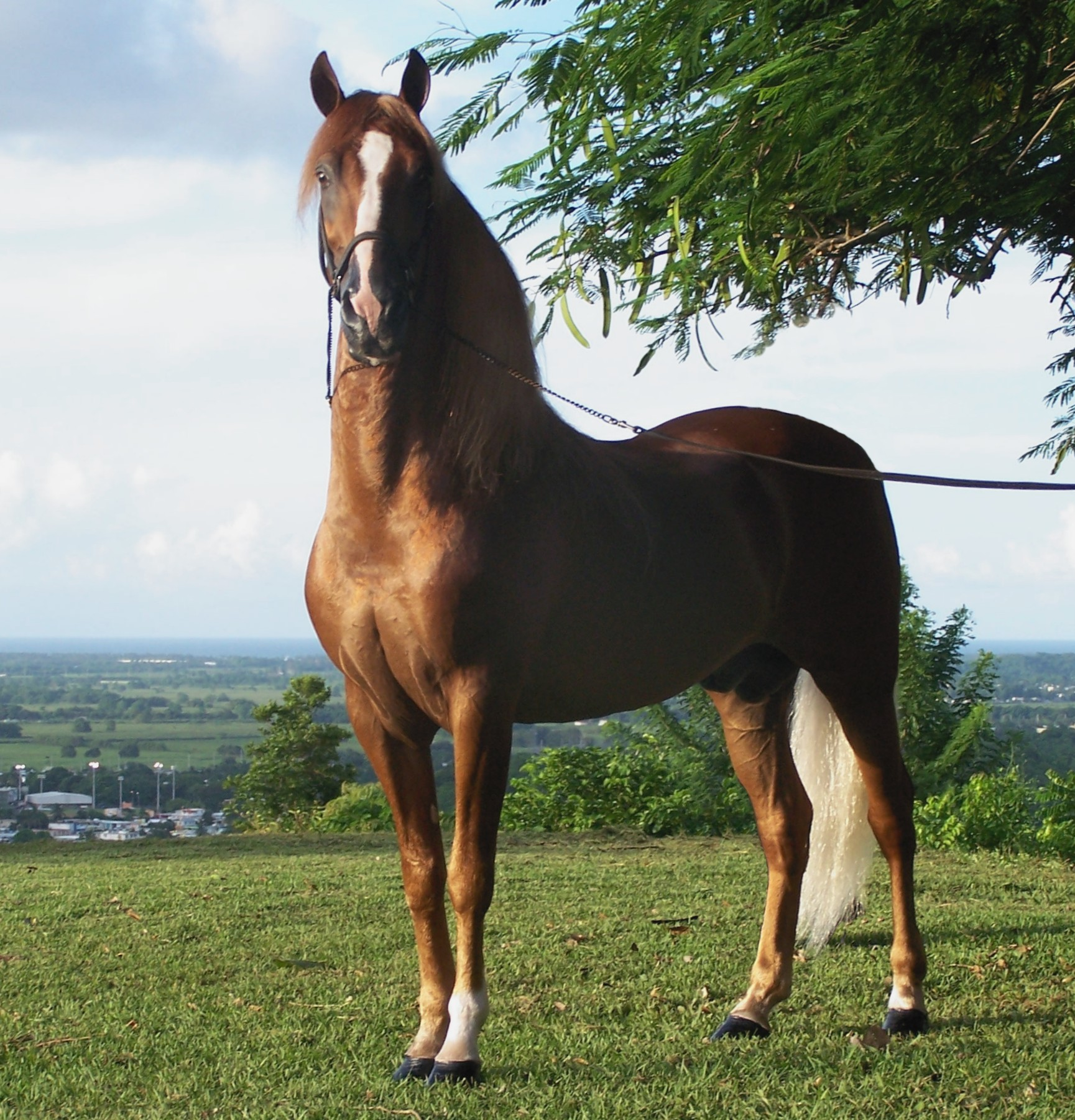
Hřebec Paso Fino

Paso Fino je plemeno koně, které vzniklo v 16. století na území Portorika, nejmenší ostrov Velkých Antil ležící v Karibském moři. V tomto století španělští dobyvatelé postupně obsazovali území Jižní Ameriky. Byli to právě oni, co dovlekli vůbec první koně na ostrov Portoriko.
V druhé polovině 16. století bylo zahájeno selektivní šlechtění a dnes existují koně po celé Jižní Americe. Předpokládá se, že plemeno Paso Fino se vyvinulo křížením dnes již vyhynulého španělského plemene Jennet a andaluských koní.

## Charakteristika
Stejně jako většina koní, kteří pocházejí ze španělských plemen, je má tento kůň hrdou a vyrovnanou povahou. Plemeno bylo vyšlechtěno již v druhé polovině 16. století, ale jejich chov začal až v roce 1940 ve Spojených státech amerických. Od roku 1992 se členská základna asociace jeho chovatelů rozrostla o plných 60%. V současnosti najdeme na celém světě víc než čtvrt milionu koní tohoto plemene.
Tito koně byli a jsou šlechtěni pro jemnou chůzi (viz název plemene - jemný krok), především jako koně pro dámy, s použitím bočních sedel. Jako jedno z mála současných plemen jsou nejbližšími příbuznými původních středověkých evropských jezdeckých koní, později vytlačených koňmi klusáckými (šlechtěnými pro klus a trysk, nejprve jako součást kavalérií, později dostihů).

### Výška
Od 132 do 152cm (obvykle kolem 140cm).

### Zbarvení
Vyskytuje se ve většině barev, které jsou u koní běžné: hnědák, vraník, ryzák, bělouš, palomino a plavák.